# Bahnhof Kranzberg
Kranzberg (auch Kransberg) ist der wichtigste Trennungsbahnhof des Schienennetzes in Namibia. Hier treffen die Bahnstrecken Kranzberg–Walvis Bay, Kranzberg–Otavi und Windhoek–Kranzberg zusammen.
Kranzberg liegt zwischen den Städten Usakos (12 Kilometer) und Karibib (20 Kilometer) in der Region Erongo.
1902 wurde Kranzberg an die von der Deutschen Schutztruppe errichtete Bahnlinie von Swakopmund ins Inland angeschlossen.

## Galerie

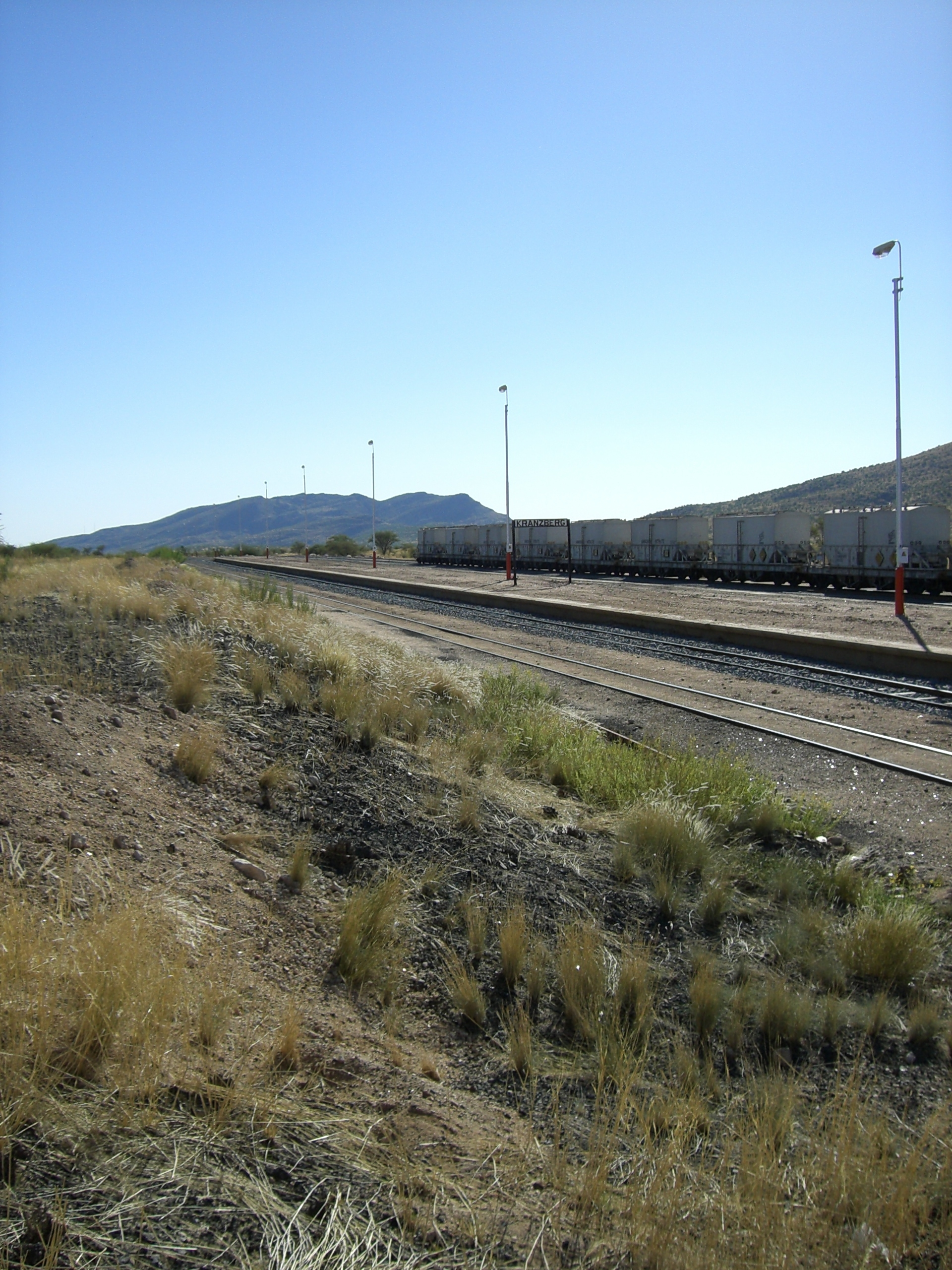
Bahnsteig auf dem Trennungsbahnhof Kranzberg
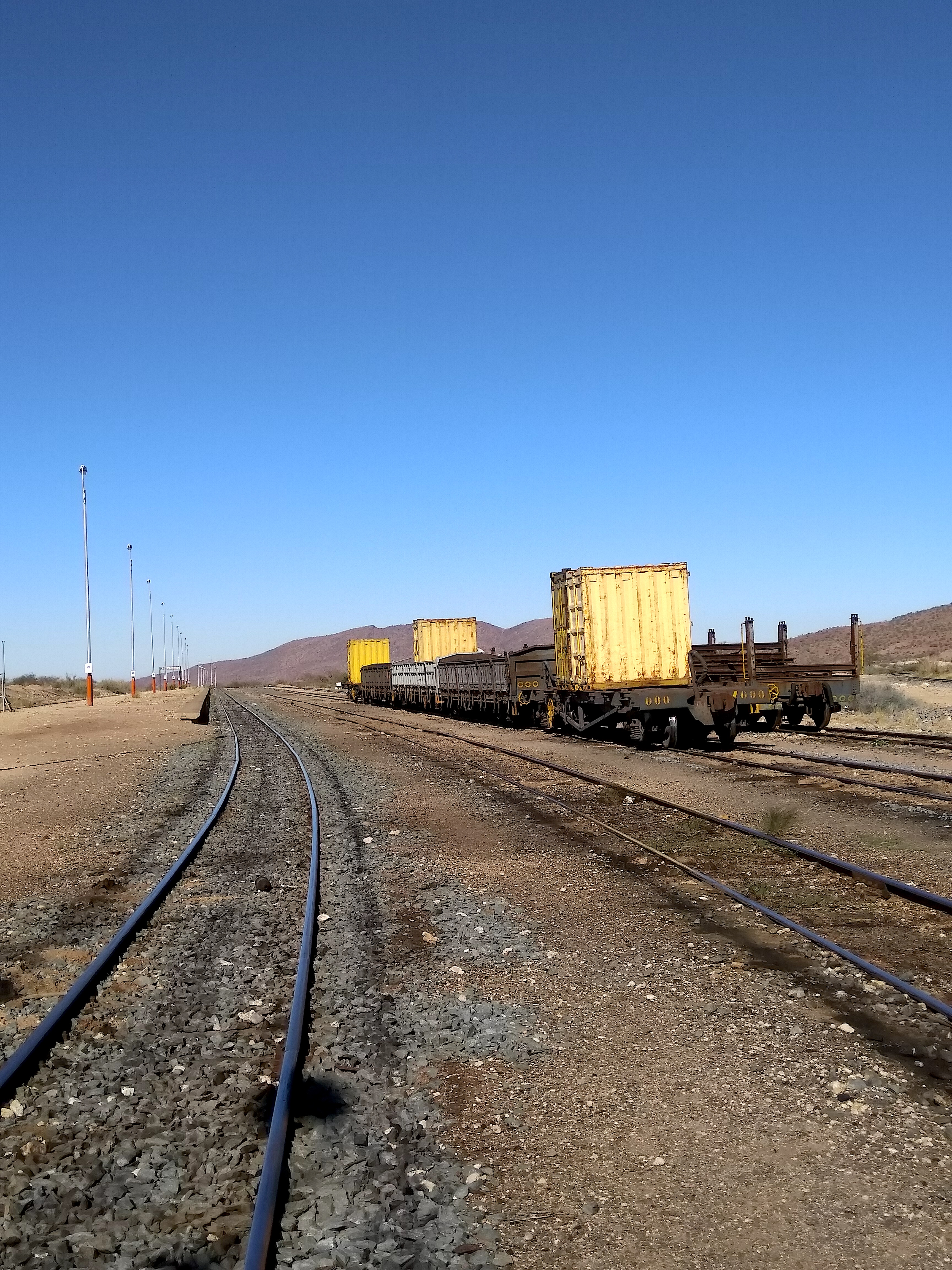
Güterzug im Bahnhof Kranzberg (2018)